# Ca n'Ustrell
Ca n'Ustrell és una masia de Sabadell del segle xiii. És de propietat privada i està situada a la carretera de Matadepera. La masia, que pertanyia a l'antiga parròquia de Sant Julià d'Altura, està documentada des del segle xiii, com a Mas de l'Hospital. Als segles xiv i xv apareix com a Mas Prat de la Bassanta. Al tombant del segle XIX-XX, n'era propietari Miquel Ustrell i Serrabogunyà.

## Arquitectura
Masia, o casa forta, d'un pis amb vessants que donen aigües a les façanes laterals. Destaquen la porta adovellada i, damunt, una finestra gòtica i una renaixentista. El conjunt està dominat per una torre gòtica de defensa de 14,9 m d'alçada, amb quatre finestres per banda, menys per sol ixent, on només n'hi ha dues. El portal antic devia ésser per sol ixent, ja que és el lloc on hi ha la tronera, obrada amb pedra roja.
A l'interior hi ha la llar de foc rodó, amb volta de pedra tosca i el "colguer" circular. A la planta pis cal destacar la sala de portes amb relleus barroquitzants fets de guix.
El conjunt fou rehabilitat l'any 2007.

## Història

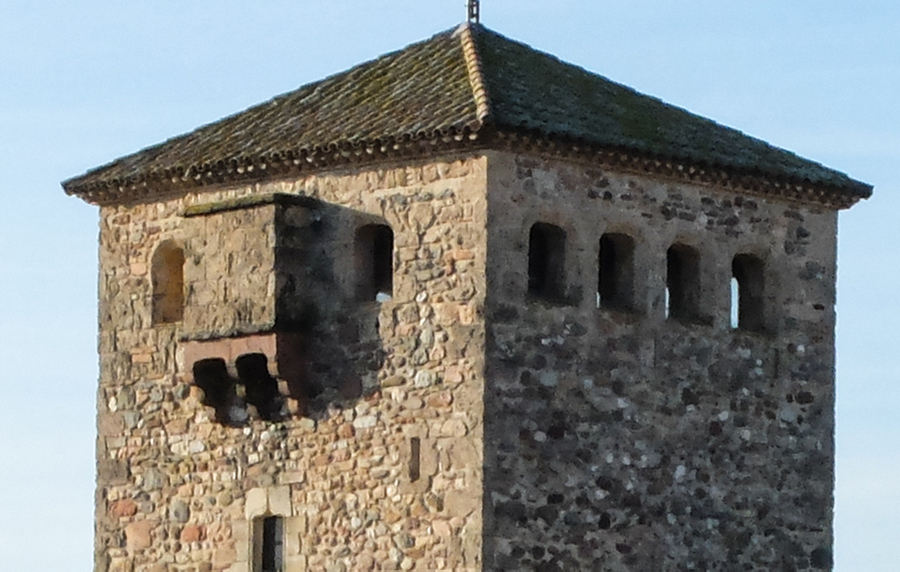

Esmentada al segle xiv, quan era propietari Guillem d'Uyastrel, que per voluntat del rei Pere II el Gran, fou ordenat lloctinent del batlle reial de Terrassa. Al segle xv es parla d'Uyestrel, al XVI d'Ullestrell i al xviii d'Ullastrell. Al segle xvi en tenia la possessió Pere d'Ullestrell, pagès de Sant Julià d'Altura i familiar del Sant Ofici, és a dir, servidor laic de la Inquisició.
En el terme d'aquesta masia hi havia la font Rosella, situada en el torrent de la part superior del pla de Joncós, les aigües de la qual foren cedides a Sabadell pel rei Pere III, el Cerimoniós.
En una de les vinyes de Ca n'Ustrell es van descobrir restes d'una necròpolis i d'un poblat romans, que van anar al Museu d'Història de Terrassa, d'on depenia Sant Julià d'Altura en aquella època.